# Jan Krzysztof Pac
Jan Krzysztof Pac herbu Gozdawa (ur. 1650 w Wilnie, zm. 31 maja 1702 pod Nowym Miastem) – podkomorzy wielki litewski, syn Bonifacego Teofila i Katarzyny Frąckiewicz Radzimińskiej.

## Życiorys
Po ojcu został starostą botockim (przed rokiem 1665). Już jako młodzieniec brał udział w walkach przeciw Lubomirskiemu. W bitwie pod Częstochową w 1665 roku dostał się do niewoli rokoszan. Był pułkownikiem na dworze królewskim od 1683. Wielokrotnym posłem na sejm z powiatu wiłkomirskiego. Aktywnym uczestnikiem wojny domowej na Litwie. Opowiedział się po stronie Sapiehów. W maju 1702 roku Kazimierz Jan Zaranek Horbowski dokonał zajazdu, na jego siedzibę w Towianach, a następnie kazał go rozstrzelać, co miało miejsce 31 maja tegoż roku. Zmarł bezpotomnie.

## Sprawowane urzędy
- Marszałek ziemski wiłkomirski 1689-1702
- Podkomorzy wielki litewski 1698-1702[2]

Poseł sejmiku żmudzkiego na sejm 1678/1679 roku, poseł sejmiku wiłkomierskiego na sejm zwyczajny 1688 roku, sejm 1690 roku, sejm zwyczajny 1692/1693 roku, sejm nadzwyczajny 1693 roku. Poseł na sejm 1696 - ze Żmudzi